# Kotarice
Kotarice is een plaats in de gemeente Sveti Križ Začretje in de Kroatische provincie Krapina-Zagorje. De plaats telt 137 inwoners (2001).